# Unione Sportiva Triestina 1929
Questa pagina raccoglie le informazioni riguardanti l'Unione Sportiva Triestina Hockey nelle competizioni ufficiali stagione 1929.

## Rosa
| N° | Naz.              | Ruolo | Sportivo        |  |  |  |
| -- | ----------------- | ----- | --------------- |  |  |  |
|    | Italia (bandiera) | E     | Luigi Canal     |  |  |  |
|    | Italia (bandiera) | E     | Mario Cergol    |  |  |  |
|    | Italia (bandiera) | E     | Gino De Santi   |  |  |  |
|    | Italia (bandiera) | E     | Vittorio Dorigo |  |  |  |
|    | Italia (bandiera) | P     | Ares Pecorari   |  |  |  |
|    | Italia (bandiera) | E     | Aldo Orlandi    |  |  |  |

## Risultati

### Divisione Nazionale

#### Fase finale
| Trieste 22 giugno 1929 | Triestina | 3 – 2 | Padova | ? |

| Trieste 22 giugno 1929 | Triestina | 2 – 7 | Novara | ? |